# Джонсон Паркс
Джонсон Паркс (англ. Johnson Parks; 15 жовтня 1884 — 17 липня 1998) — американський довгожитель, чий вік був підтверджений Групою геронтологічних досліджень (GRG) та Групою LongeviQuest (LQ). 25 квітня 1998 року після смерті Крістіана Мортенсена він став найстарішим живим чоловіком у світі та був найстарішим живим чоловіком у США. Крім того він був 3-м найстарішим підтвердженим чоловіком у світі після Крістіана Мортенсена та Метью Бірда. Помер у віці 113 років, 275 днів.

## Біографія
Джонсон Паркс народився в Джорджії, 15 жовтня 1884 року. Джонсон переїхав до Флориди у 1961 році. Там він почав працювати на фермі.
Він помер 15 жовтня 1998 року у віці 113 років, 275 днів. Він пережив свою дочку, Джулію Форрест, сина, Віллі Ворвелла, та брата, Еріса Джексона. Після його смерті найстарішим живим чоловіком у світі став Волтер Річардсон з США.